# Загон (фильм, 1961)
«Загон» (фр. L’Enclos) — французско-югославский фильм 1961 года режиссёра Армана Гатти.
Фильм — лауреат II-го Московского международного кинофестиваля -
Серебряный приз за лучшую режиссуру.

## Сюжет
Конец 1944 года. В преддверии краха нацисты усиливают уничтожение узников концлагерей. Один из них — Карл Шонгауэр, немецкий коммунист, он в концлагере уже 10 лет, так как был арестован сразу после прихода к власти Гитлера. Комендант концлагеря Шеллер не хочет просто так казнить уникального узника, тем более немца по крови. В специальный загон помещают Шонгауэра и другого приговорённого к смерти заключённого, еврея Давида. Эсэсовцы обещают жизнь тому, кто к утру останется в живых — то есть убьёт другого. При этом комендант заключает пари со своим заместителем, будучи убеждённым, что немецкая кровь Шонгауэра обязательно возьмёт своё.
Подпольная организация лагеря для спасения обоих узников ночью во время воздушной тревоги подбрасывает в загон обезображенный труп убитого гестаповцами чеха, после чего вызволяет и прячет Карла. Давида, как оставшегося в живых к утру, немцы должны согласно обещанию помиловать. Однако по приказу проигравшего пари коменданта палачи всё равно отправляют Давида в газовую камеру.

## В ролях
- Ханс-Кристиан Блех — Карл Шонгауэр
- Жан Негрони — Давид Штейн
- Макс Фуриян — Вайсенборн, полковник
- Стево Жигон — Драгулавич
- Янез Врховец — Вальтер
- Тамара Милетич — Анна
- Герберт Вохинц — Шеллер, лейтенант
- Жан-Мари Серро — доктор

## Критика
Вопрос об идее, способной осмыслить жизнь человека, не случайно возникает в фильме Гатти: среди картин «новой волны», говорящих о томительной скуке современного буржуазного мира, о бессмыслице существования, равно лишенного как целей, так и иллюзий, «Загон» занимает особое место.— журнал «Смена», 1961 год
Режиссёр и сценарист Арман Гатти, в войну член Сопротивления, сам прошёл нацистский концлагерь, и, фильм «имеет весомость прямого свидетельства».